# Ian Scott Holloway
Ian Scott Holloway (født 12. marts 1963) er en engelsk fodboldtræner og tidligere fodboldspiller.
Som aktiv spiller spillede Holloway bl.a. for Bristol Rovers (1980-85, 1987-91 og 1996-99) og Queens Park Rangers (1991-96).
Efter karrieren har han fungeret som træner, senest for Queens Park Rangers.